# Luis Burgos Flor
Luis Burgos Flor (n. Guayaquil; 3 de mayo de 1939) es un pintor ecuatoriano de estilo futurista. Sus óleos han sido expuestos en el LACMA (Museo de Arte del Condado de Los Ángeles).

## Biografía
Es graduado de la Escuela de Bellas Artes de Guayaquil y un discípulo de Theo Constante.
Su galería-hogar en el centro de Los Ángeles, California, ha sido filmada por varias cadenas de televisión, puesto que está copada por sus pinturas, y hasta la mesa y sillas de comedor y los gabinetes de la cocina son piezas que Burgos Flor ha convertido en obras de arte. 
Cada año, a finales de julio, Burgos Flor organiza eventos culturales con exposiciones de arte, poesía y difusión de hechos históricos, conmemorando el aniversario de la fundación de Guayaquil, su ciudad natal.
La mayoría de los óleos de Burgos son pinturas abstractas, aunque a menudo ha creado composiciones pictóricas de famosos artistas, escritores y poetas ecuatorianos como Julio Jaramillo, Enrique Gil Gilbert y Karina Gálvez.